# جاغاري
جاغاري (بالإنجليزية: Žagarė) هي منطقة سكنية تقع في ليتوانيا في Joniškis district municipality.[بحاجة لمصدر] يقدر عدد سكانها بـ 2,028 نسمة .

## أعلام
- فيبوس ليفين